# چشم‌انداز اکتشاف فضایی

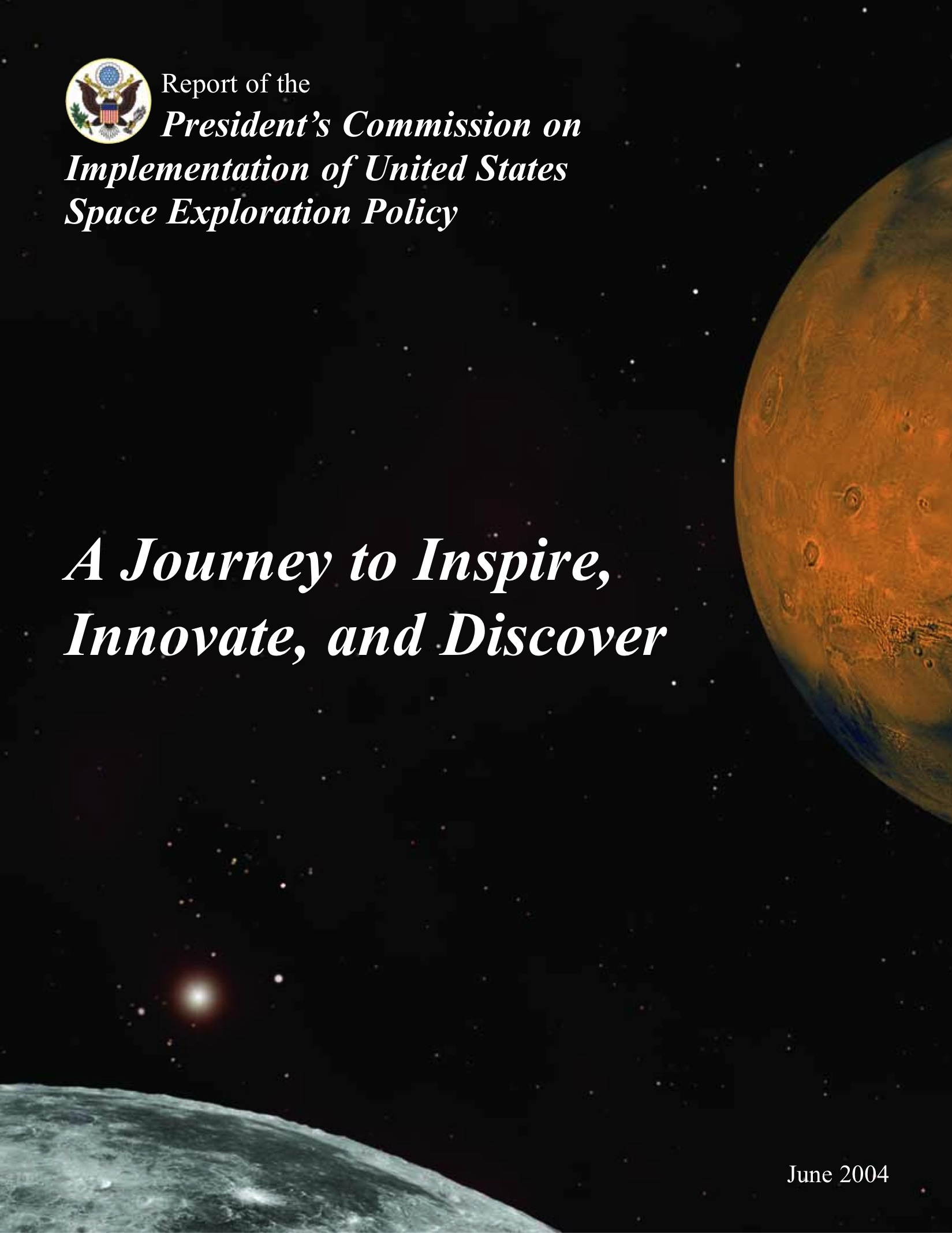
Cover page of report of Aldridge Commission, Report of the President's Commission on Implementation of United States Space Exploration Policy, 2004

چشم‌انداز اکتشاف فضایی (VSE) (به انگلیسی: Vision for Space Exploration) پروژه‌ای برای اکتشافات فضاییِ برنامه‌ریزی شدهٔ فضایی است که مطرح بودن آن در ۱۴ ژانویه ۲۰۰۴ توسط رئیس‌جمهور وقت جورج دبلیو بوش اعلام شد. این طرح به عنوان پاسخی درمورد فاجعه شاتل فضایی کلمبیا، وضعیت پرواز فضایی انسان در ناسا، و همچنین راهی برای بازسازی دوبارهٔ شور و شوق عمومی بود ولی این طرح در ژوئن ۲۰۱۰ با توجه به «سیاست فضایی دولت باراک اوباما» مورد بازنگری قرار گرفته و با طرح کنونی جایگزین شده‌است.
چشم‌انداز اکتشاف فضایی در پی اجرای یک برنامهٔ پایدار و مقرون به صرفهٔ با سرنشین و روباتیک برای کشف بیشتر منظومه شمسی و فراتر از آن بوده، گسترش حضور انسان‌ها در منظومه شمسی را آغاز کرده و بازگشت انسان به ماه را تا سال ۲۰۲۰، و در آماده‌سازی برای اکتشافات انسانی مریخ و سایر مقاصد دنبال می‌کند. توسعهٔ فناوری‌های نوآورانه، دانش و زیرساخت‌ها برای کشف و پشتیبانی از تصمیم‌گیری در مورد مقصد برای اکتشافات انسانی؛ و ترویج مشارکت بین‌المللی و تجاری در زمینه اکتشاف و در زمینه‌های بیشتر علمی، امنیتی و اقتصادی ایالات متحده آمریکا، از جمله مورد توجه وعلاقه‌مندی است.